# Axel Rückert
Pour les articles homonymes, voir Rückert.
Axel Rückert, né à Berlin le 23 août 1946, est un chef d'entreprise allemand résidant en France et auteur d'essais sur les relations franco-allemandes.

## Biographie
Né le 23 août 1946, Axel Rückert est le fils de Hasso et Christine Rückert. Il entreprend ses études secondaires au Lycée français de Berlin et obtient ensuite une maîtrise de sciences politiques à l’université libre de Berlin en 1971.

### Carrière professionnelle
Lors de son parcours scolaire et universitaire et à la suite d'un mandat comme dirigeant de l’Association Internationale d'étudiants en sciences économiques et commerciales (AIESEC)  en Allemagne, il participe à de nombreuses activités franco-allemandes (accueil des journalistes, échanges et stages).
Il intègre d'abord la société Klöckner à Duisbourg puis la société Henkel à Düsseldorf. Dès 1974, il rejoint le cabinet de conseil McKinsey & Company à Paris.
À partir de 1983, il fonde sa propre société, Management Partenaires, spécialisée dans le détachement de dirigeants expérimentés auprès d'entreprises en difficulté. A ce titre, il occupe des postes de dirigeant, notamment à la papeterie Darblay, à Boussac Saint-Frères ou à la Société des Vins de France,.
En 1995, il est nommé président et directeur général (PDG) de Bull Europe et Overseas, puis PDG de la division Cartes à puces.
En 1999, il prend la direction opérationnelle de BSN Verre renommée en BSN Glasspack.
Ce spécialiste des « turnarounds » assure respectivement la fonction de PDG intérimaire des sociétés Philips Consumer Communications (2001) et Getronics (2002-2003) aux Pays-Bas et de l’opérateur de téléphonie virtuel Debitel (2004-2007) à Stuttgart.
Philips Consumer Communications, dans son activité de téléphones mobiles, affiche de lourdes pertes et n'a pas la « taille critique » pour le marché mondial. Le 4 mai 2001, le PDG Thom Swartsenberg démissionne et Axel Rückert prend sa place. Il va démanteler la division de téléphonie mobile, en premier la production des téléphones mobiles et faxes, et restructurer l'usine au Mans, entraînant la perte de plus d'un millier d'emplois,avec le reclassement réussi de la grande majorité du personnel.
Nommé fin février 2003 PDG de Getronics, réputé à tort en défaillance financière, il sauve l'entreprise grâce à la cession d'une filiale et la poursuite réussie de son partenariat stratégique avec Dell, Microsoft et Cisco. Getronics devient en 2007 une filiale de KPN.
Axel Rückert arrive en 2004 chez Debitel Pays-Bas en tant qu'administrateur ; en janvier 2006, il devient également PDG de Debitel Francequ'il cède à SFR, et en juin 2006 PDG du groupe Debitel à Stuttgart. Grâce à un partenariat stratégique avec Media/Saturn, l'acquisition d'un autre MVNO ainsi que de la chaîne de magasins DUG, Debitel devient le premier « marketer » de contrat d'abonnement de téléphone mobile en Allemagne.
Plus tard, il intervient régulièrement dans la presse française en tant qu'expert des relations franco-allemandes,,.

### Vie privée
Axel Rückert vit à Paris. Il est marié à Carole, avocate et Maire adjoint à Rueil-Malmaison. Il est père de 4 enfants et grand père de cinq petits enfants : Nicolas, Audrey Brugère (Iris, Hadrien, Hector et Esther) Martin (Ella) et Joffrey.[réf. nécessaire].

### Récompenses
Axel Rückert est chevalier de la Légion d’honneur (1992) et ancien conseiller de la Banque de France.

## Publications
- 1971 : Ostpolitik und Ostgeschäft , in : Dokumente : Zeitschrift für internationale Zusammenarbeit (Cologne), 27 (1971), p. 69-76

### Livres
Axel Rückert est l’auteur de trois essais publiés aux éditions Le Bord de l'eau : 
- 2015 : (avec Hubert Védrine) L’allemand qui parie sur la France[15].
- 2017 : (avec Jean-Claude Trichet) : Dessine-moi une Europe qui donne envie également paru en langue allemande sous le titre « Courage Ich wünsch’ mir ein Europa, das begeistert » (aux Editions Dietz Verlag)[16].
- 2018 : (avec Mathias Fekl) Vous avez dit dialogue social ?[17].
- 2022 : (avec Maurice Lévy) Faire Réussir la France que j'aime
- 2024 : (avec Geoffroy Roux de Bézieux) Sauve qui (peut) sait !